# Shalom Harlow
Shalom Harlow (ur. 5 grudnia 1973) – kanadyjska modelka i aktorka.

## Kariera
Shalom została odkryta przez kanadyjską agentkę w 1990 roku na koncercie grupy The Cure. Początkowo zaczęła pracować jako modelka w Toronto. W 1991 roku podpisała kontrakt z nowojorskim oddziałem agencji Elite. Wkrótce odbyła sesję zdjęciową dla amerykańskiego wydania Vogue. To pociągnęło za sobą kolejne sesje oraz pokazy mody. Po sukcesach osiągniętych w Nowym Jorku została wysłana do Paryża, Londynu i niedługo potem do Mediolanu. W ciągu swej wieloletniej kariery zdobiła okładki niemal wszystkich prestiżowych magazynów mody, tj.: Elle, Harper’s Bazaar, Vogue, Marie Claire. Zatrudniano ją do wielu kampanii reklamowych, m.in.: L’Oréal, Valentino, Versace i MaxMara. Wielokrotnie pojawiała się na wybiegach u: Chanel, Christiana Diora, Calvina Kleina, Dolce & Gabbany, Donny Karan, Gianniego Versace, Givenchy, Johna Galliano, Karla Lagerfelda, Marca Jacobsa, Prady oraz Emanuela Ungaro, którego przez wiele lat była muzą.
Shalom ostatni raz na wybiegu pojawiła się w kolekcji „Spring/Summer” Viktora & Rolfa w 2009 roku.

## Filmografia
- Przodem do tyłu (1997) jako Sonya
- Cherry (1999) jako Leila Sweet
- Kate i Leopold (2001) jako kobieta w filmie
- Head Over Heels (2001) jako Jade
- Vanilla Sky (2001) jako Colleen
- Jezioro Salton (2002) jako Nancy
- Happy Here and Now (2002)jako Muriel
- Jak stracić chłopaka w 10 dni (2003) jako Judy Green
- I Love Your Work (2003) jako Charlotte
- Melinda i Melinda (2004) jako Joan
- Game 6 (2005) jako Paisly Porter
- The Last Romantic (2006) jako Christy Tipilton